# Lista över svenska miljardärer (2005)
Det här är en lista över svenska miljardärer, räknat i svenska kronor (SEK), för år 2005.
1. Ingvar Kamprad (380 miljarder SEK)
2. Hans Rausing (85 miljarder SEK)
3. Stefan Persson (66 miljarder SEK)
4. Antonia Ax:son Johnson (61 miljarder SEK)
5. Kirsten Rausing (40 miljarder SEK)
6. Finn Rausing (40 miljarder SEK)
7. Jörn Rausing (40 miljarder SEK)
8. Fredrik Lundberg (14 miljarder SEK)
9. Dan Sten Olsson (12,7 miljarder SEK)
10. Bertil Hult (11 miljarder SEK)
11. Lottie Tham (9,6 miljarder SEK)
12. Frederik Paulsen (8 miljarder SEK)
13. Jörgen Philip-Sörensen (7,9 miljarder SEK)
14. Melker Schörling (7 miljarder SEK)
15. Stefan Olsson (6,1 miljarder SEK)
16. Madeleine Olsson-Eriksson (6,1 miljarder SEK)
17. Adolf H. Lundin (5,7 miljarder SEK)
18. Gustaf Douglas (4,7 miljarder SEK)
19. Carl Bennet (4,2 miljarder SEK)
20. Karl-Johan Persson (4,2 miljarder SEK)
21. Charlotte Persson (4,2 miljarder SEK)
22. Tom Persson (4,2 miljarder SEK)
23. Jonas af Jochnick (3,8 miljarder SEK)
24. Ulf G. Lindén (3,6 miljarder SEK)
25. Peter Kamprad (3,2 miljarder SEK)
26. Jonas Kamprad (3,2 miljarder SEK)
27. Mathias Kamprad (3,2 miljarder SEK)
28. Thomas Onstad (3 miljarder SEK)
29. Jan Bengtsson (2,7 miljarder SEK)
30. Stefan Bengtsson (2,7 miljarder SEK)
31. Mary Haid (2,7 miljarder SEK)
32. Anders Bodin (2,6 miljarder SEK)
33. Erik Paulsson (2,6 miljarder SEK)
34. Margareta Wallenius-Kleberg (2,5 miljarder SEK)
35. Louise Lundberg (2,3 miljarder SEK)
36. Katarina Lundberg (2,3 miljarder SEK)
37. Carl Douglas (2,3 miljarder SEK)
38. Eric Douglas (2,3 miljarder SEK)
39. Robert Weil (2,3 miljarder SEK)
40. Sten Mörtstedt (2,3 miljarder SEK)
41. Bengt Ågerup (2,3 miljarder SEK)
42. Johan Eliasch (2,3 miljarder SEK)
43. Sten Åke Lindholm (2,3 miljarder SEK)
44. Robert af Jochnick (2,3 miljarder SEK)
45. Rune Andersson (2,2 miljarder SEK)
46. Mats Arnhög (2,1 miljarder SEK)
47. Maths O. Sundqvist (2,1 miljarder SEK)
48. Thomas Sandell (2 miljarder SEK)
49. Hans Westin (2 miljarder SEK)
50. Christina Hamrin (2 miljarder SEK)
51. Peder Wallenberg (2 miljarder SEK)
52. Lisbet Rausing (2 miljarder SEK)
53. Sigrid Rausing (2 miljarder SEK)
54. Hans-Kristian Rausing (2 miljarder SEK)
55. Gösta Welandson (1,8 miljarder SEK)
56. Christer Ericsson (1,8 miljarder SEK)
57. Eva Hamrén-Larsson (1,7 miljarder SEK)
58. Erik Hörnell (1,7 miljarder SEK)
59. Gerard De Geer (1,6 miljarder SEK)
60. Salvatore Grimaldi (1,6 miljarder SEK)
61. Helena Tidstrand (1,5 miljarder SEK)
62. Alf Tönnesson (1,5 miljarder SEK)
63. Dag Landvik (1,5 miljarder SEK)
64. Björn Savén (1,5 miljarder SEK)
65. Torsten Jansson (1,5 miljarder SEK)
66. Johan Tidstrand (1,5 miljarder SEK)
67. Nils-Olov Jönsson (1,5 miljarder SEK)
68. Ane Uggla (1,5 miljarder SEK)
69. Bo Göransson (1,4 miljarder SEK)
70. Jonas Kleberg (1,4 miljarder SEK)
71. Annika Bootsman Kleberg (1,4 miljarder SEK)
72. Anders Ström (1,4 miljarder SEK)
73. Sven Hagströmer (1,3 miljarder SEK)
74. Bengt-Olov Forssell (1,3 miljarder SEK)
75. Anders Forsgren (1,3 miljarder SEK)
76. Anders Hedlund (1,3 miljarder SEK)
77. Jeanette Bonnier (1,3 miljarder SEK)
78. Cristina Stenbeck (1,2 miljarder SEK)
79. Hugo Stenbeck (1,2 miljarder SEK)
80. Sophie Stenbeck (1,2 miljarder SEK)
81. Max Stenbeck (1,2 miljarder SEK)
82. Patrik Brummer (1,2 miljarder SEK)
83. Bo Larsson (1,2 miljarder SEK)
84. Karin Mattson Nordin (1,2 miljarder SEK)
85. Kerstin Skarne (1,2 miljarder SEK)
86. Ann-Sofie Mattson (1,2 miljarder SEK)
87. Åke Bonnier d.y. (1,2 miljarder SEK)
88. Sven Philip-Sörensen (1,2 miljarder SEK)
89. Bengt Lundström (1,2 miljarder SEK)
90. Elisabeth Douglas (1,1 miljarder SEK)
91. Magnus Claesson (1,1 miljarder SEK)
92. Johan Claesson (1,1 miljarder SEK)
93. Pontus Bonnier (1,1 miljarder SEK)
94. Ulf Eklöf (1 miljard SEK)
95. Bo Eklöf (1 miljard SEK)
96. Robert Andréen (1 miljard SEK)
97. Conni Jonsson (1 miljard SEK)
98. Benny Andersson (1 miljard SEK)
99. Hans Wallenstam (1 miljard SEK)
100. Thord Wilkne (1 miljard SEK)
101. Kjell Spångberg (1 miljard SEK)